# Orchard Park (hrabstwo Erie)
Orchard Park – wieś w Stanach Zjednoczonych, w stanie Nowy Jork, w hrabstwie Erie.